# Helena de Troia (1956)
Helen of Troy (bra/prt: Helena de Troia) é um filme épico ítalo-norte-americano de 1956, dirigido por Robert Wise, com roteiro baseado na Ilíada, de Homero.

## Sinopse
Esse filme reconta, com algumas mudança em relação à história de Homero, a Guerra de Troia, travada pelos gregos contra o rei Páris, após este raptar a rainha de Esparta, Helena.
Páris de Troia (Jacques Sernas) viaja para Esparta para conseguir um tratado de paz entre as duas cidades-potências. Seu navio é forçado a voltar para Troia em meio a uma tempestade que o lança ao mar e nas costas de Esparta, onde é encontrado por Helena, a rainha, por quem se apaixona. Ele vai para o palácio real onde encontra o marido de Helena, o rei Menelau (Niall MacGinnis), Agamenon (Robert Douglas), Odisseu (Torin Thatcher), Aquiles (Baker) e muitos outros líderes gregos discutindo como fazer a guerra com Troia. Menelau vê que Helena e Paris estão apaixonados e, fingindo amizade ao rei troiano, planeja a sua morte.
Avisado por Helena, Páris foge de volta a Troia levando-a consigo. Os gregos se unem e cercam Troia com seus exércitos, clamando por sua rainha e por Páris, até que fica claro que tudo que desejam são os tesouros troianos e não Helena. A vitória acaba sendo grega através da famosa armadilha do Cavalo de Troia. Quando tentam fugir, Helena e Paris são cercados por Menelau que é enfrentado em duelo por Páris, que vence o combate mas é esfaqueado pelas costas à traição. Helena é forçada a voltar a Esparte com Menelau, mas sabendo dentro de si que algum dia se reunirá a ele.